# Thomas Bickel
Thomas Bickel (Aarberg, 6 ottobre 1963) è un ex calciatore svizzero, di ruolo centrocampista, che ha partecipato con la Svizzera al Campionato mondiale di calcio 1994 tenutosi negli Stati Uniti.

## Carriera

### Club
Bickel esordì come professionista nel Bienne, al tempo militante nella Lega Nazionale B (oggi Challenge League), marcando 29 presenze e 6 reti. Dopo solo una stagione, terminata con il quarto posto del Bienne, venne ingaggiato dall'F.C. Zurigo debuttando nella Lega Nazionale A (oggi Super League). Bickel rimase con il club di Zurigo per tre stagioni, raccogliendo 92 presenze e 19 reti: la squadra ottenne un quarto ed un sesto posto, prima di retrocedere nella stagione 1987-1988. A questo punto, Bickel entrò a far parte dell'altro club di Zurigo, il Grasshoppers, rivale dell'F.C. Zurigo.
Con il Grasshoppers vinse tre campionati svizzeri, due Coppe Svizzere e una Supercoppa di Svizzera in sette stagioni, raccogliendo un totale di 178 presenze e 24 reti con il club e vincendo il premio di Calciatore svizzero dell'anno nel 1994. All'età di 32 anni decise di terminare la sua carriera in Oriente e accettò l'offerta del Vissel Kobe, militante al tempo nella seconda divisione giapponese (chiamata Japan Football League). Nel 1996 il club venne promosso in prima divisione, e nella stagione successiva Bickel giocò con Michael Laudrup in quella che fu la sua ultima annata prima del ritiro dal calcio giocato. Con il Vissel, lo svizzero disputò 75 gare mettendo a segno 21 reti.

### Nazionale
Bickel esordì con la maglia della Svizzera il 19 agosto 1986, nella vittoria per 2-0 contro la Francia. Con la Nazionale partecipò al Campionato mondiale di calcio 1994: la squadra arrivò agli ottavi di finale, dove venne sconfitta per 3-0 dalla Spagna. In totale, con la maglia della Nazionale Bickel marcò 52 presenze e 5 reti in quasi dieci anni di presenze.

## Palmarès

### Club
- Campionato svizzero: 2

Grasshoppers: 1989-1990, 1990-1991
- Coppa Svizzera: 3

Grasshoppers: 1988-1989, 1989-1990, 1993-1994
- Supercoppa di Svizzera: 1

Grasshoppers: 1989

### Individuale
- Calciatore svizzero dell'anno: 1

1994